# III. Makáriosz ciprusi érsek
III. Makáriosz, eredeti nevén Mihaíl Hrisztodúlu Múszkosz (1913. augusztus 13. – 1977. augusztus 3.) ortodox érsek, a ciprusi ortodox egyház vezetője, a független Ciprus első államfője.

## Tanulmányai
Makáriosz szegény paraszti családba született a Páfosz közeli Panagia faluban. Édesapja Hrisztodúlu Múszkosz egy darabka szőlőből, valamint juh- és kecsketartással tartotta fenn családját. Édesanyja Eleni Athanásziú volt. Mihailnak két édestestvére volt Iakómisz és Maria. Édesanyja halála után apja újból megnősült egy Anasztászia nevezetű asszonnyal. Mostohaanyjától is volt egy féltestvére Georgiosz személyében.
Mihail kivette a részét az otthoni munkából, ugyanakkor szorgalmasan tanult. Mindössze 13 éves volt, amikor a Kykkosi-kolostor novíciusa lett, amelyhez hozzájárult az átlagot messze meghaladó tanulási teljesítménye. Középiskolai tanulmányait Nicosiában végezte, majd teológiát és jogot hallgatott az Athéni Egyetemen, ahol 1942-ben fejezte be tanulmányait. Ezt követően ösztöndíjjal a Bostoni Egyetemen folytatta tanulmányait.

## Egyházi karrier
1946-ban szentelték pappá, majd 1948-ban Kition püspöke lett. Ekkor vette fel a Makáriosz nevet és visszatért Ciprusra.
1950. szeptember 8-án Makárioszt Ciprus érsekévé választották, miáltal nem csak a ciprusi ortodox egyház, de a ciprusi görög közösség vezetője is lett. Ezzel Makariosz a ciprusi politikai élet egyik legjelentősebb személyiségévé vált.

## Politikai tevékenység
Makáriosz eleinte – a korszak többi görög-ciprióta politikusához hasonlóan – elkötelezett híve volt az enózisz mozgalomnak, amely a Görögország és Ciprus egyesítéséért küzdött. Ennek köszönhetően hatalmas népszerűségnek örvendett a görög-ciprióták körében. A görög kormánnyal szorosan együttműködve igyekezett a nemzetközi érdeklődést Ciprus önállósodási törekvéseire irányítani. 1950-ben még illegális népszavazást is szervezett, amelyben a sziget lakóinak többsége az enózisz pártjára állt. 1955-ben pedig tárgyalások kezdődtek közte és a sziget brit kormányzója között a sziget jövőjéről.
Vitatott, hogy Makáriosz milyen kapcsolatokat ápolt az enóziszért küzdő ciprusi csoporttal, az EOKA-val, amely a politikai mellett a fegyveres, terrorista akciókat sem mellőzte céljai elérése érdekében. Makáriosz tagadta, hogy bármikor is támogatta volna az erőszakos megoldást, ám közeli kapcsolatban állt Georgiasz Grivasz (Digenisz) tábornokkal, a csoport prominens alakjával.
A britek mindenesetre megvádolták az érseket az EOKA támogatásával, és 1956-ban letartóztatták, majd a Seychelle-szigetekre száműzték. A döntés hatalmas nemzetközi tiltakozást váltott ki, aminek következtében Makáriosz 1957-ben kiszabadult és Athénba távozott. 1958-ra az enózisz már-már polgárháborús állapotokat eredményezett a szigeten, ezért megállapodás jött létre a britek, a görög- és a török-ciprióták között a sziget görög-török irányításáról, majd Ciprus 1960. augusztus 16-án független állammá vált, első elnöke pedig Makáriosz érsek lett. A megállapodás értelmében az alelnököt a törökök adták Fazıl Küçük személyében és vétójoggal rendelkeztek fontos állami döntéseket illetően.
Makáriosz eddigre feladta enózisz-barát álláspontját és kompromisszumos megoldásra törekedett. Ám ezzel gyakorlatilag egyedül volt: Grivasz tábornok és az EOKA továbbra is a Görögországgal való egyesülésért harcolt, Küçük pedig a török függetlenségért. Az elkövetkező éveket a ciprusi helyzet fokozatos elmérgesedése jellemezte: 1963-ban megvonták a török fél vétójogát, 1967-től pedig a törökök a központi kormányzattól függetlenül intézték kisebbségi ügyeiket, amely döntést Makáriosz elfogadni kényszerült. Ugyanebben az évben Görögországban egy katonai junta vette át az irányítást, és intenzíven támogatni kezdte az EOKA fegyveres szárnyát. A helyzet súlyosságára jellemző, hogy a két népcsoport közötti erőszakos incidens miatt az ENSZ már 1964-től békefenntartó erőket (UNFICYP) vezényelt a szigetre.
Noha Makárioszt mérsékelt törekvései miatt egyre több támadás érte (1972-ben három püspök vezetésével még egyház posztjáról is le akarták mondatni – sikertelenül) 1968-ban, majd 1973-ban is újraválasztották az ország élére.

## Puccs és a török agresszió
1974. július 15-én a Görögország által támogatott görög katonatisztek puccsal megdöntötték Makáriosz hatalmát és helyére Nikosz Szampszónt ültették. Az érsek kis híján életét vesztette és Máltára, majd Londonba menekült. Öt nappal később Törökország az erőszakos cselekményekre és a török kisebbséget fenyegető veszélyre hivatkozva lerohanta Ciprust és elfoglalta a sziget északi 37%-át. A török adminisztráció bábáskodásával a török ciprióták kinyilvánították az autonóm Ciprusi Török Szövetségi Államot, amely 1983-ban átalakult az Észak-ciprusi Török Köztársasággá. A török katonai megszállás a szigeten a mai napig tart.
A görög katonai junta kevéssel a török agressziót követően megbukott, és velük bukott a ciprusi puccs, illetve Szampszón is. Időlegesen Gláfkosz Klirídisz, a Nemzetgyűlés elnöke vette át a feladatot, és Makáriosz 1974 decemberében visszatért a szigetre, illetve hivatalába. Élete hátralévő éveiben hasztalanul küzdött a sziget egyesítéséért.

## Halála
Makáriosz 1977. augusztus 3-án hunyt el szívroham következtében az érseki palotában. Sírja a Tróodosz-hegységben, egy általa választott helyen, a Kikkosi-kolostor közelében található.

## Külső hivatkozások
- 30 éve halt meg Makariosz ciprusi államfő – stop.hu